# Georges Dottin
Henri-Georges Dottin, né le 29 octobre 1863 à Liancourt (Oise), d'ascendance irlandaise lointaine et mort le 11 janvier 1928 à Rennes, est un linguiste et professeur d'université français, spécialiste de langues, littératures et civilisations celtiques.

## Biographie

### Origine et famille
Georges Dottin est le fils de Charles Henri Dottin, percepteur, et de Marie Cléophée Mathilde Pourcelle. Ses parents étaient originaires de la Mayenne et s'y établirent après sa naissance. Le 20 décembre 1894, il avait épousé Marie Delaunay. Son fils Paul Dottin (1895-1967) est aussi un linguiste, spécialiste de littérature anglaise, et professeur d'université français à Toulouse.

### Etudes
Après des études au lycée de Laval, en Mayenne, puis à la faculté de lettres de Rennes, il achève ses études à Paris, à la Sorbonne et à l'École pratique des hautes études. Il est agrégé de grammaire en 1890 et il soutient une thèse de doctorat ès lettres (philologie) en 1896 à la Sorbonne. Sa thèse concerne Les désinences verbales en R. en sanskrit, en italique et en celtique.

### Université de Rennes
Après une première année d'enseignement à la Faculté de Dijon, il devient maître de conférences en 1892, puis professeur de langue et littérature celtiques en 1903, puis professeur de littérature grecque à l'université de Rennes. Il devint le doyen de la Faculté des lettres pendant 17 ans, succédant dans cette fonction à Joseph Loth à partir de 1911.

### Celtique
Spécialiste des langues et littératures celtiques et de la mythologie celtique, il a consacré sa vie à l'étude de cette civilisation qui le passionnait en publiant un grand nombre d'ouvrages et en collaborant à de nombreuses revues (Revue celtique, Revue d'histoire des religions, Annales de Bretagne, etc.).

### Politique
Il fut de ceux qui, avec Victor Basch et Henri Sée, combattirent l'antisémitisme à Rennes et demandèrent la révision du procès Dreyfus. Il est à l'initiative en 1898 de la fondation de la Ligue des droits de l'Homme en Ille-et-Vilaine avec Victor Basch, Jules Aubry et Henri Sée.
Georges Dottin était alors étroitement attaché à la religion catholique et en participant au mouvement dreyfusard, il se séparait de ses coreligionnaires qui, à Rennes, étaient anti-dreyfusards.
Il est le fondateur du Cercle républicain d’enseignement laïque d’Ille-et-Vilaine, 1904-1927. Radical-socaliste, il est conseiller municipal de Rennes de 1908 à 1928, et premier adjoint au maire.

## Distinctions
- Chevalier de la Légion d'honneur (19 février 1919)[7]

## Publications
- La Croyance à l’immortalité de l’âme chez les anciens Irlandais, Ernest Leroux, Paris, 1886 ;
- Notes sur le patois de Montjean (Mayenne), Revue des patois gallo-romans Tome 1 (1887) ;
- Les Désinences verbales en r en sanskrit, en italique et en celtique, Plihon et Hervé, Rennes, 1896 ;
- Glossaire des parlers du Bas-Maine (département de la Mayenne), Welter, Paris, 1899  ;
- Glossaire du parler de Pléchâtel (canton de Bain-de-Bretagne|Bain, Ille-et-Vilaine), précédé d'une étude sur les parlers de la Haute-Bretagne et suivi d'un relevé des usages et des traditions de Pléchâtel, Rees, 1901 ;
- La Religion des Celtes, 1904, (texte sur Wikisource) ;
- Louis Eunius ou le purgatoire de Saint-Patrice,Mystère breton en deux journées, Paris, 1911 ;
- Manuel d'irlandais moyen, Slatkine, Paris, 1913 ;
- Manuel pour servir à l'étude de l'antiquité celtique, Champion, deuxième édition, Paris, 1915 ;
- La Langue gauloise : grammaire, textes et glossaire, préface de François Falc'hun, C. Klincksieck, Paris, 1920 ; rééd. Genève, 1985 ;
- Les Littératures celtiques, Collection Payot, Paris, 1924 ;
- Nécrologie de l'abbé François Duine, in Annales de Bretagne et des pays de l'Ouest, 1924, p. 629-645
- Bibliographie d'Anatole Le Braz, dans l'ouvrage de Joseph Ollivier, Bibliographie d'Anatole Le Braz, Le Gouaziou, Quimper et Champion, Paris, 1928[8] ;
- Les Celtes, Minerva, Genève, 1977 ;
- L'Épopée irlandaise, réédition Terre de Brume, 2006 ;
- Contes irlandais extraits du "Leabhar Sgeulaigheachta" de Douglas Hyde / traduits en français par Georges Dottin, Oberthur, 1893. Consultable sur la bibliothèque numérique de l'Université Rennes 2.

## Hommages
Quatre villes bretonnes ont donné son nom à une rue : Brest, Quimper, Rennes et Vannes.